# Будинок Гані Мамедова
Будинок Гані Мамедова (азерб. Qəni Məmmədovun evi — будівля-колишній житловий будинок, розташований в історичному районі Баку Ічері-шехер, на вулиці Асафа Зейналлі, 45. Пам'ятка архітектури місцевого значення.

## Історія
Будинок було побудовано в 1908 році на місці медресе 1646 року, від якого зберігся нині тільки один кам'яний портал, який використовується тепер як вхід до мініатюрного сувенірного магазинчика.
Замовником будівництва будинку був Гані Мамедов, успішний торговець бавовною, власник морських суден для перевезення вантажів на Каспії між Росією, Центральною Азією та Іраном. Проєкт будинку виконав архітектор Микола Георгійович Баєв (1878—1949), випускник Санкт-Петербурзького інженерно-будівельного інституту (1901), який побудував потім у Баку Оперний театр (1910) і лікарню (імені Нагієва, раніше — Семашко).
Триповерхова резиденція, що поєднує як східний, так і західний архітектурні стилі цього періоду, була побудована під керівництвом знаменитих бакинських підрядників, братів Імрана і Гаджи Газімових за один рік (1908—1909), неймовірно короткий період, з огляду на розмір будівлі і кількість художніх деталей. Всі зовнішні стіни мають товщину 90 см. Чудові сходи головного входу дуже складні, стіни сходів прикрашені прекрасними фресками з обох сторін.
Зі встановленням радянської влади в Баку Мамедов втік спочатку до Росії, потім до Польщі, де його сліди були втрачені.
Після 1920 року будинок стояв порожнім протягом декількох років. Пізніше він був зайнятий державними установами, а потім дитячим садом, далі перший і другий поверхи були розділені на численні квартири. Через відсутність належного технічного обслуговування стан будівлі сильно погіршився, став непридатним для житла і знову пустував, вже понад 18 років. За цей час було втрачено більшість оригінальних елементів інтер'єру — світильники, екстравагантні люстри, штори, картини, килими і навіть дверні ручки.
У 1996 році будівлю в дуже поганому стані орендувала компанія "Mobil ". Ґрунтуючись на своєму досвіді реставраційних робіт, оригінальних малюнках, історичних фотографіях і допомоги від історичного товариства Баку, «Mobil» зробив величезні зусилля, щоб відновити будівлю в її колишньому вигляді. Нині компанія використовує її як свій бакинський офіс.

## У кінематографі
У будинку Гані Мамедова знімали фрагменти фільму «Тегеран-43».